# Dixoniellaceae
Famille
Les Dixoniellaceae sont une famille d’algues rouges unicellulaires de l'ordre des Dixoniellales.

## Liste des genres
Selon AlgaeBase (6 août 2013) et World Register of Marine Species (6 août 2013) :
- genre Bulboplastis A.Kushibiki, A.Yokoyama, M.Iwataki, J.Yokoyama, J.A.West & Y.Hara, 2012
- genre Dixoniella J.L.Scott, S.T.Broadwater, B.D.Saunders, J.P.Thomas & P.W.Gabrielson, 1992
- genre Neorhodella J.L.Scott, A.Yokoyama, C.Billard, J.Fresnel & J.A.West, 2008

Selon NCBI (6 août 2013) :
- genre Bulboplastis
  - espèce Bulboplastis apyrenoidosa